# Caterina Licatini
Caterina Licatini (Mazara del Vallo, 1º ottobre 1979) è una politica italiana, deputata alla Camera nella XVIII legislatura della Repubblica Italiana, eletta con il Movimento 5 Stelle per poi seguire la scissione di Luigi Di Maio in Insieme per il futuro nel 2022.

## Biografia
Dopo aver conseguito una laurea specialistica in Chimica e Tecnologie Farmaceutiche presso l’Università degli Studi di Palermo, prosegue il suo percorso formativo con un master di secondo livello in Sintesi e controllo di qualità dei Radiofarmaci ed una seconda laurea in Tecniche della Prevenzione nell'Ambiente e nei Luoghi di Lavoro. Per più di dieci anni ha svolto la professione di farmacista.
La sua formazione la porta a rivolgere particolare attenzione verso problematiche ambientali e ad approfondire i temi della sostenibilità e dell’ecologia, così come a farsi promotrice di iniziative di comunicazione e sensibilizzazione ambientale.

## Elezione a deputata
Alle elezioni politiche del 2018 viene eletta deputata della XVIII legislatura della Repubblica Italiana nella circoscrizione XXIV Sicilia 1, collegio plurinominale, sostenuta dal Movimento 5 Stelle. Dal 21 giugno 2018 è componente della VIII Commissione Ambiente, Territorio e Lavori Pubblici e dal 31 ottobre 2018 della Commissione Parlamentare d'inchiesta sulle attività illecite connesse al ciclo dei rifiuti e su illeciti ambientali ad esse correlati.
Il 21 giugno 2022 abbandona il Movimento per aderire a Insieme per il futuro, a seguito della scissione guidata dal ministro Luigi Di Maio.

## Attività parlamentare
L’impegno parlamentare dell’onorevole Licatini è caratterizzato da una particolare sensibilità al tema della tutela ambientale e della ecosostenibilità. Una propensione che aderisce in pieno agli obiettivi primari delle Commissioni di cui fa parte, e che ha permesso di intraprendere diverse iniziative e di sollecitare importanti percorsi legislativi.

### Impianti di depurazione delle acque reflue in Sicilia
Nel 2019, su proposta dell’onorevole Licatini, la Commissione Ecomafie ha avviato un’inchiesta sulla depurazione delle acque reflue in Sicilia. Un tema di grande attualità, considerate le procedure d’infrazione avviate dall’Unione Europea a causa delle difformità di diversi impianti di depurazione rispetto agli standard richiesti dalle normative comunitarie.  
L’inchiesta proposta da Licatini e le audizioni svolte in Commissione Ecomafie, hanno contribuito a individuare carenze nella gestione dei depuratori che, oltre a generare gravi disservizi per i cittadini, provocano un significativo impatto ambientale dovuto agli sversamenti in mare dei reflui non depurati e dunque contenenti un carico di sostanze nocive altamente inquinante. Il lavoro svolto ha permesso, specie nel biennio 2020-2021, di sollecitare diversi interventi per incoraggiare le opere di adeguamento e riqualificazione, spingendo soprattutto per il ricorso alla gestione commissariale degli impianti.

### Cannabis
Nel marzo del 2021 la deputata Licatini è la prima firmataria di una proposta di legge presentata in Commissione Giustizia per rivedere la disciplina in materia di cannabis, scoraggiare il ricorso al mercato illegale e contrastare i pregiudizi connessi all’assunzione di questa sostanza. 
A luglio 2021 viene depositata in Commissione la proposta di testo base. L’impegno di Licatini per il tema della cannabis si espande verso più direzioni, dalla coltivazione domestica per uso personale e ricreativo, alla tutela del diritto alla salute dei pazienti affetti da malattie per le quali è necessaria l’assunzione di cannabis terapeutica e che spesso non possono contare su una sufficiente reperibilità. 
A questi aspetti, si aggiungono ulteriori risvolti relativi alla crescita economica e alla transizione ecologica delle attività produttive. Si tratta dei possibili usi della cannabis in diversi settori commerciali, da quello alimentare a quello della produzione di cordame, fino anche ai sistemi di fitodepurazione.  

### Tecnici della prevenzione nell'ambiente e nei luoghi di lavoro
La personale formazione dell’onorevole Licatini, laureata in Tecniche della prevenzione nell'ambiente e nei luoghi di lavoro, costituisce una base solida per l’impegno destinato a questa categoria professionale. Sulla consapevolezza che i tecnici della prevenzione sono figure professionali di cui le amministrazioni locali dovrebbero sempre disporre, si fonda la proposta di legge dell’onorevole Licatini che prevede l’inserimento dei tecnici nella pianta organica dei Comuni con più di 20.000 abitanti. Durante l’emergenza sanitaria da Covid19, inoltre, Licatini è intervenuta con la Presidenza del Consiglio e il Ministro del Lavoro e delle Politiche Sociali per l’assunzione emergenziale di tecnici della prevenzione.